# Europees Centrum voor Weersverwachtingen op Middellange Termijn

Donkerblauw: leden, lichtblauw: samenwerkingsovereenkomst

Het Europees Centrum voor Weersverwachtingen op Middellange Termijn of het ECMWF (Engels: European Centre for Medium-Range Weather Forecasts) is een onafhankelijke Europese meteorologische organisatie, gevestigd in Reading bij Londen.
De organisatie is opgericht in 1975 en er zijn achttien Europese landen lid, waaronder België (KMI) en Nederland (KNMI).
De doelstellingen zijn de ontwikkeling van computermodellen om het gedrag van de atmosfeer na te bootsen en verwachtingen te maken, het verzamelen en opslaan van meteorologische gegevens, het beschikbaar stellen van computerfaciliteiten aan de lidstaten en het geven van onderwijs aan onderzoekers en meteorologen.
De supercomputer van het ECMWF is een van de krachtigste van de wereld. De kwaliteit van de verwachtingen (European Prediction System (EPS) is sterk verbeterd en de prognoses tot twee dagen vooruit halen tegenwoordig (2008) een betrouwbaarheid van 95%. Op een termijn van vier dagen ligt de score iets onder 90% en de vijfdaagse verwachting is in 80% van de gevallen bruikbaar. Het ECMWF maakt ook El Niño- en seizoensverwachtingen.
Het centrum fungeert momenteel als Vertrouwde Entiteit voor de levering van twee Copernicus-programma’s: het Copernicus Atmosphere Monitoring Service (CAMS) en de Copernicus Climate Change Service (C3S).

## Copernicus Atmosphere Monitoring Service
Binnen het Centrum werd in 2014 het observatieprogramma CAMS (Copernicus Atmosphere Monitoring Service) gelanceerd. CAMS levert continu gegevens en informatie over de samenstelling van de atmosfeer, voorspelt enkele dagen vooruit, en analyseert retrospectieve gegevensrecords voor de afgelopen jaren. CAMS houdt wereldwijd de luchtvervuiling, zonnestraling, stralingsforcering en broeikasgassen bij.